# Mesochorus mellis
Mesochorus mellis là một loài tò vò trong họ Ichneumonidae.